# Roelf Meyer

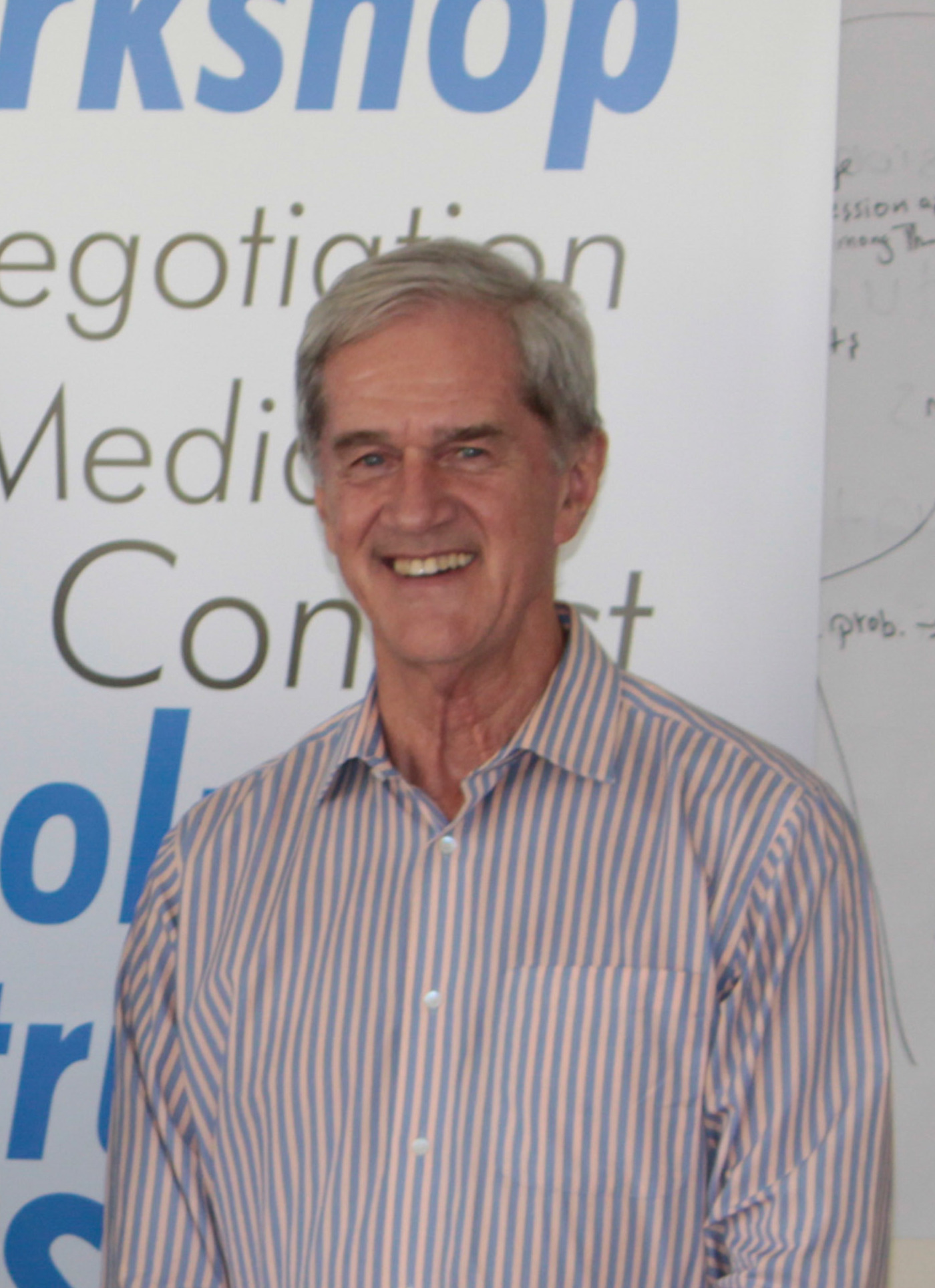
Roelf Meyer, 2017

Roelf Meyer (* 16. Juli 1947 in Port Elizabeth; eigentlich Roelof Petrus Meyer) ist ein ehemaliger südafrikanischer Politiker sowie Geschäftsmann und politischer Berater. Er war für die damalige Regierung an den Verhandlungen zur Abschaffung der Apartheid maßgeblich beteiligt.

## Leben
Roelf Meyers Eltern waren der Landwirt Hudson Meyer und seine Frau Hannah. Er besuchte die Grundschule in Kareedouw, nach dem Umzug seiner Familie eine weiterführende Schule in Ficksburg und studierte unter anderem Rechtswissenschaften an der Universiteit van die Oranje-Vrystaat. 1968 erwarb er einen Bachelor of Commerce, 1971 einen Bachelor of Law. In dieser Zeit war er Präsident des konservativen Afrikaanse Studentebond. Seinen Wehrdienst leistete er im Chor der South African Navy ab. Anschließend arbeitete er bis 1980 als Rechtsanwalt in Pretoria und Johannesburg.
1979 wurde Meyer für die regierende Nasionale Party (NP) im Wahlkreis Johannesburg West in die Nationalversammlung gewählt. Er gehörte dort zu den verligte, also eher reformbereiten Abgeordneten der NP. 1986 berief ihn Präsident Pieter Willem Botha zum stellvertretenden Minister of Law and Order (etwa: „Minister für Recht und Ordnung“). 1988 wurde er stellvertretender Minister of Constitutional Development (etwa „Minister für Verfassungsentwicklung“) – dieses Amt behielt er bis 1991, als er von Präsident Frederik Willem de Klerk zum Verteidigungsminister ernannt wurde. In diesem Amt folgte er Magnus Malan nach. Bereits im Mai 1992 trat Meyer zurück, nachdem sich die Generäle gegen ihn aufgelehnt hatten. Er wurde von de Klerk zum Minister for Constitutional Affairs and of Communication berufen und war 1993 Verhandlungsführer der Regierung beim Multiparty Negotiations Forum, das das Gremium CODESA abgelöst hatte. Ziel war die Hinführung Südafrikas zu freien Wahlen. In dieser Zeit entwickelte er freundschaftliche Beziehungen zum Verhandlungsführer des vormals verbotenen African National Congress (ANC), Cyril Ramaphosa. Gleichzeitig arbeitete er eng mit Niel Barnard vom damaligen Geheimdienst National Intelligence Service zusammen, einem weiteren Befürworter der freien Wahlen.
Meyer wurde neben Pravin Gordhan oberster Repräsentant im Transitional Executive Council (TEC, deutsch etwa „Übergangsexekutivrat“). Nach der ersten freien Wahlen 1994 wurde Meyer von Nelson Mandela in seinem Kabinett zum Minister of Provincial Affairs and Constitutional Development ernannt. Hier arbeitete er erneut mit Ramaphosa zusammen, der Vorsitzender der Constitutional Assembly (etwa: „verfassungsgebende Versammlung“) war. 1996 trat Meyer zurück, um Generalsekretär der NP zu werden. Bald darauf schied die NP aus der Regierung aus. Meyer gelang es nicht, die NP gegen den Widerstand konservativer Kreise um Hernus Kriel auf einen Kurs zu bringen, der eine Zusammenarbeit mit der ANC-Regierung gewährleistete.
Im Jahr 1997 verließ Meyer die NP und musste daraufhin sein Abgeordnetenmandat aufgeben. Er gründete im selben Jahr mit Bantu Holomisa die Partei United Democratic Movement (UDM), die bei den Wahlen 1999 14 der 400 Mandate gewann. Meyer war erneut Abgeordneter sowie stellvertretender Präsident des UDM. 2000 verließ Meyer die Politik vorläufig, 2006 trat er in den ANC ein.
Ab 2001 war Meyer als Geschäftsmann für die Tilca Infrastructure und im Direktorium von ARMSCOR tätig. Außerdem arbeitete er als Berater bei Friedensbemühungen, unter anderem in Nordirland, Sri Lanka, Ruanda, Bahrain, im Baskenland und im Kosovo.

## Auszeichnungen
- 1993: Ehrendoktor in Rechtswissenschaften der University of Massachusetts, zusammen mit Cyril Ramaphosa, für ihren Beitrag zur Demokratisierung Südafrikas[6]
- 2009: Order of the Baobab in Silber[7]